# Las Mezclitas
Las Mezclitas är en ort i Mexiko.   Den ligger i kommunen Pinos och delstaten Zacatecas, i den centrala delen av landet, 400 km nordväst om huvudstaden Mexico City. Las Mezclitas ligger 2 314 meter över havet och antalet invånare är 152.
Terrängen runt Las Mezclitas är varierad, och sluttar norrut. Runt Las Mezclitas är det ganska glesbefolkat, med 21 invånare per kvadratkilometer. Närmaste större samhälle är Pinos, 10,3 km söder om Las Mezclitas. Omgivningarna runt Las Mezclitas är i huvudsak ett öppet busklandskap.